# Радебург
Радебург (њем. Radeburg) град је у њемачкој савезној држави Саксонија. Једно је од 34 општинска средишта округа Мајсен. Према процјени из 2010. у граду је живјело 7.740 становника. Посједује регионалну шифру (AGS) 14627220.

## Географски и демографски подаци
Радебург се налази у савезној држави Саксонија у округу Мајсен. Град се налази на надморској висини од 149 метара. Површина општине износи 54,0 km². У самом граду је, према процјени из 2010. године, живјело 7.740 становника. Просјечна густина становништва износи 143 становника/km².

## Међународна сарадња
| Мјесто | Држава | Врста сарадње | Од    |
| ------ | ------ | ------------- | ----- |
|        | Чешка  | контакт       | 1989. |
| Извор  |        |               |       |